# Agregator opinii
Agregator opinii – serwis internetowy Web 2.0 umożliwiający dodawanie informacji i opinii o firmach, pracodawcach, produktach i usługach. Agregatory mogą być tematyczne lub ogólne.

## Znaczenie w biznesie
W 2011 roku amerykańska szkoła zarządzania Harvard Business School, opublikowała wyniki badań nad wpływem opinii na sprzedaż. Okazało się, że każda dodatkowa „gwiazdka” w ocenie zwiększa o 5-9 procent szanse firmy na zainteresowanie swoją ofertą potencjalnych klientów.
W 2012 roku dwóch ekonomistów z Uniwersytetu Kalifornijskiego w Berkeley odkryło, że zmiana oceny z 3.5 na 4 gwiazdki w serwisie Yelp, przekłada się na 19 procentowy wzrost szans restauracji na pełną rezerwację stolików w godzinach szczytu.
W 2014 sondaż wśród 300 właścicieli małych firm, wykonanych na zlecenie agencji Yodle pokazał, że 78 procent przedsiębiorców było zaniepokojonych negatywnymi opiniami. Ponadto 43 procent respondentów stwierdziło, że ich zdaniem komentarze były niesprawiedliwe, gdyż nie podlegają one weryfikacji. Badania pokazują, że chętniej stawiamy na firmy, które posiadają jakiekolwiek opinie, niż na takie, które nie mają ich wcale.

## Krytyka
Krytycy podkreślają, że pozytywne opinie mogą być dodawane przez samych właścicieli firm lub ich pracowników, natomiast negatywne komentarze mogą być pisane przez konkurencję.
W 2011 roku jeden z największych agregatorów opinii na świecie – Yelp przyznał, że wykrył dziesiątki pozytywnych opinii napisanych dla lekarzy z tych samych adresów IP przez firmę Medical Justice.

## Odpowiedź na krytykę
Administratorzy serwisów z opiniami przyznają, że zdarzają się sytuacje, w których ranking firm jest celowo manipulowany, zarówno przez dodawanie pozytywnych, jak i negatywnych komentarzy. Aby zapobiec tego typu sytuacjom, większość portali korzysta z algorytmów wykrywających automatycznie dodawane opinie, a także prowadzi ręczną moderację i weryfikację. Właściciele serwisów na swoją obronę podnoszą także działanie w interesie społecznym. Udostępniając możliwość oceniania i komentowania firm, pomagają ostrzegać potencjalnych klientów przed nierzetelnymi i nieuczciwymi firmami.